# Rhynchostegium fissidens
Rhynchostegium fissidens är en bladmossart som beskrevs av Kindberg 1891. Rhynchostegium fissidens ingår i släktet näbbmossor, och familjen Brachytheciaceae. Inga underarter finns listade i Catalogue of Life.